# Michel Aoun
Michel Naim Aoun (àrab: ميشال عون, Mixāl ʿŪn) (Haret Hreik, Líban, 19 de febrer de 1935) és un polític i antic comandant libanès, president del Líban del 31 d'octubre del 2016 fins al 30 d'octubre del 2022. Va ser primer ministre del Líban entre el 22 de setembre de 1988 i el 13 d'octubre de 1990.

## Biografia
Al juny de 1984, el president Amine Gemayel, intentant comprometre les faccions participants en la Guerra Civil libanesa en un alto el foc i per apuntalar el nou Govern d'unitat nacional del sunnita Raixid Karame, va nomenar Aoun comandant en cap de les Forces Armades del Líban en substitució del general Ibrahim Tannous.

### Primer terme de president i primer ministre
El setembre de 1988, el llavors president Amine Gemayel, just abans d'expirar el seu mandat va nomenar Aoun al capdavant d'un govern militar que liderés el país, deposant Salim al-Huss, qui amb el suport de Síria i els seus aliats locals va declarar invàlid el seu acomiadament. Van sorgir dos governs, un civil i principalment musulmà a Beirut occidental, encapçalat per Hoss i l'altre, militar i cristià, a Beirut oriental, liderat per Michel Aoun.
Aoun va declarar la Guerra d'Alliberament contra les forces de l'exèrcit sirià el 14 de març de 1989, es va oposar a l'Acord de Taif que no donava un termini per a la retirada de les tropes sirianes, es va negar a reconèixer els presidents recentment elegits René Moawad i Elias Hrawi, es va enfrontar amb les Forces libaneses dirigides per Samir Geagea i va sobreviure a un intent d'assassinat el 12 d'octubre de 1990.

### Deposició i exili
El 13 d'octubre de 1990, les forces sirianes van llançar una operació decisiva contra Aoun, envaint els seus reductes, inclòs el Palau Presidencial de Baabda i matant centenars de soldats i civils libanesos. Aoun va fugir a l'ambaixada francesa a Beirut on va declarar la seva rendició i més tard se li va concedir asil a França on va viure a l'exili durant 15 anys. A l'exili va fundar i liderar el partit Moviment Patriòtic Lliure.
Va retornar de l'exili el maig de 2005, onze dies després de la retirada de les tropes sirianes del Líban causada per la Revolució dels Cedres.
El 2006 el Moviment Patriòtic Lliure de Michel Aoun va arribar a un acord amb Hassan Nasral·là, líder de Hezbol·là per unir-se a l'Aliança 8 de març pel seu antagonisme al govern de Fouad Siniora.

### Segon terme com a President
El 31 d'octubre de 2016, després de més de dos anys i mig de buit polític, el Parlament libanès va escollir Michel Aoun com a després d'un inesperat canvi en les aliances internes quan després de no aconseguir els dos terços requerits a la primera ronda, va obtenir 83 vots a la quarta votació. El seu mandat va acabar oficialment el 31 d'octubre de 2022 després de 6 anys al càrrec, sense que s'hagi designat cap successor, de manera similar als seus predecessors.